# Hibok-Hibok
Der Hibok-Hibok, auch Catarman, ist ein 1332 m hoher Schichtvulkan auf der Insel Camiguin im Süden der Philippinen.
Der Hibok-Hibok liegt im Nordwesten Camiguins und ist der jüngste der vier Vulkane auf der Insel. In historischer Zeit war er in den Jahren 1827, 1862, 1871 bis 1875 und 1948 bis 1953 aktiv.
Beim Ausbruch von 1871 bis 1875 entstand rund 3,5 Kilometer nordwestlich des Hibok-Hibok ein neuer Lavadom, der Mount Vulcan. Der Lavadom erreichte 1875 eine Höhe von rund 450 Metern bei einem Basisdurchmesser von fast 1,5 Kilometer. Dem Ausbruch gingen starke Erdbeben voraus, bei denen eine nahegelegene Stadt fast vollständig zerstört wurde.
Der Ausbruch von 1948 bis 1953 nahm seinen Ausgang am oberen Nordosthang des Hibok-Hibok. Beim Abgang eines pyroklastischen Stroms in Richtung der Inselhauptstadt Mambajao kamen am 5. Dezember 1951 zahlreiche Menschen zu Tode. Der philippinische Präsident Elpidio Quirino nannte im Dezember 1951 206 Tote und rund 800 Vermisste, die vermutlich tot seien. Der Regierung der Provinz Camiguin zufolge starben 3000 Menschen. Nach wissenschaftlichen Untersuchungen betrug die Zahl der Toten 68. Nach dem Ausbruch setzte eine erhebliche Abwanderung von der Insel ein; rund die Hälfte der zuvor 69.000 Bewohner verließ Camiguin.
Als Folge dieses Ausbruchs von 1951 wurde im Jahr darauf die Vorgängerorganisation des heutigen Philippine Institute of Volcanology and Seismology (PHIVOLCS) gegründet. 

## Timpoong and Hibok-Hibok Natural Monument

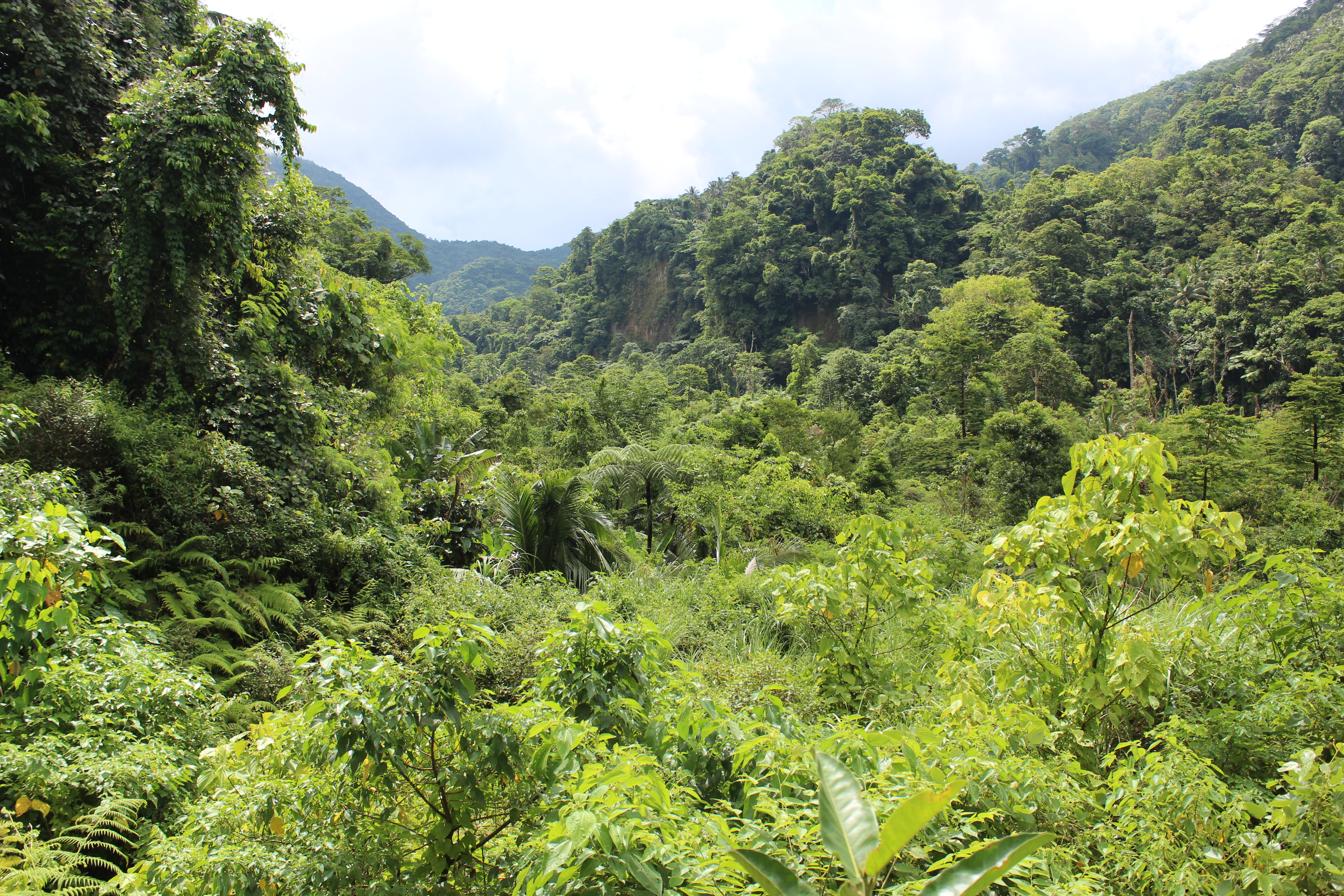
Regenwald in Camiguin

Am 9. März 2004 wurde die Region um den Vulkan zum Timpoong and Hibok-Hibok Natural Monument nach den Richtlinien des NIPAS-Gesetzes erklärt, auf einer Fläche von 22,27 km². Dieses Naturschutzgebiet umfasst die zentrale und westliche Region der Insel um den Mt. Timpoong, Mt. Mambajao, Mt. Tres Marias und den Hibok-Hibok. In diesem Naturschutzgebiet leben unter anderem die auf Camiguin Island endemische Amphibie Oreophryne nana und die 2012 erstmals beschriebene Eulenart Ninox leventisi. Die küstennahen Gebiete des Naturschutzgebietes werden für landwirtschaftliche Zwecke genutzt, unberührte Regenwaldgebiete finden sich ab einer Höhenlage von 500 Meter über dem Meeresspiegel, dem sich ab 1.100 Höhenmetern ein Gebirgsregenwald anschließt, der ca. 500 Hektar umfasst. Zum Naturschutzgebiet gehört auch die Koralleninsel Mantigue vor der Ostküste der Insel.

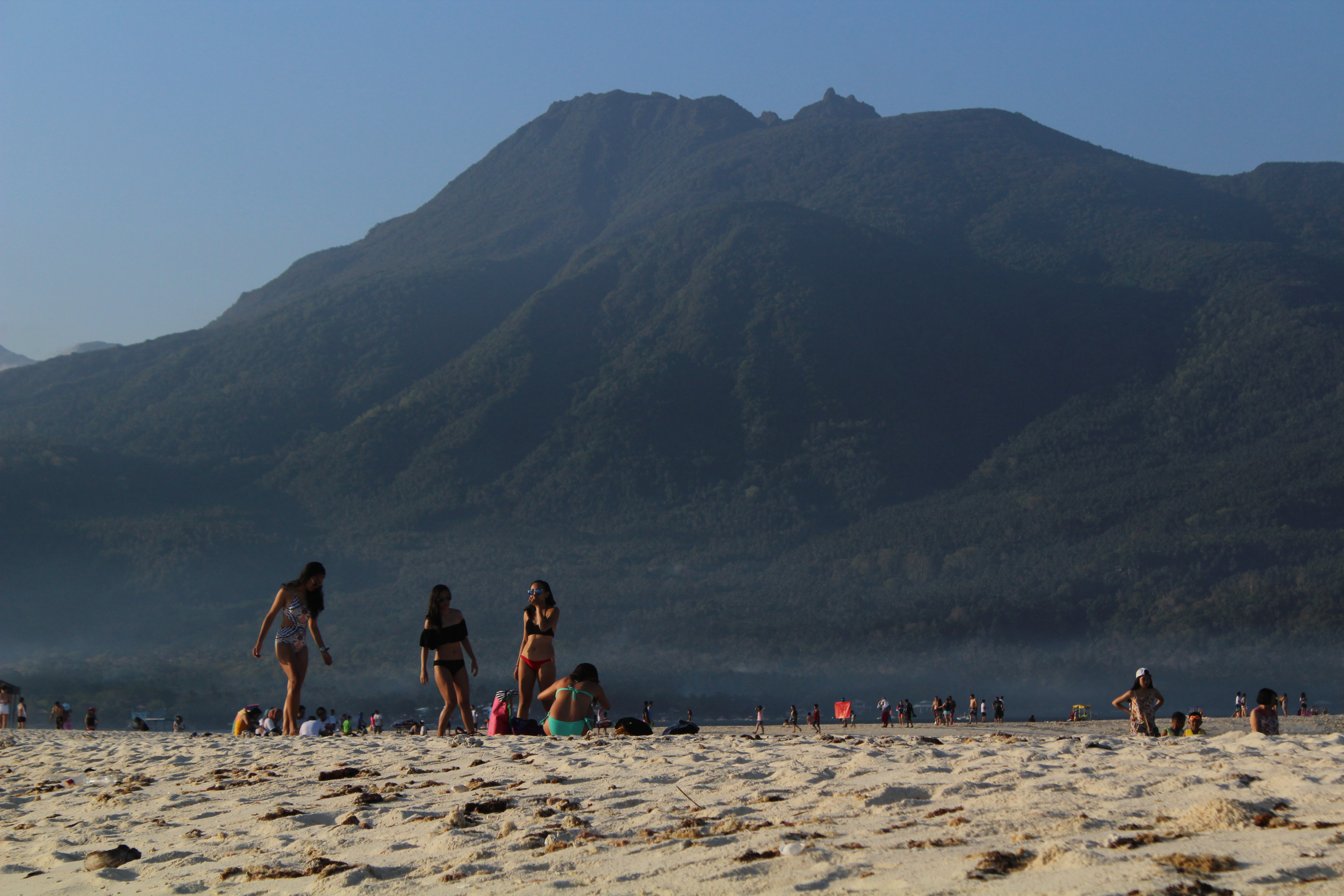
Hibok-Hibok